# Общество для распространения просвещения между евреями в России
Общество для распространения просвещения между евреями в России — образовательная и общественная ассоциация.
Основано в октябре 1863 г. в С.-Петербурге. В начале 1860 г. среди группы просвещенных представителей петербургского богатого еврейства возникла мысль о создании центра для развития и пропаганды русско-еврейского просвещения, распространения среди еврейской массы знания русского языка и привлечения евреев к общерусской культуре.
Ходатайство об основании Общества просвещения, возбужденное по инициативе Е. Г Гинцбурга и Α. Μ. Бродского (официальные учредители Общества) и при ближайшем участии Леона Розенталя, горячего приверженца «гаскалы». 17 декабря 1863 г. состоялось первое общее собрание; председателем комитета был избран Е. Гинцбург, Л. Розенталь — казначеем; место секретаря занял Э. Д. Левин. Согласно уставу, «Общество споспешествует распространению между евреями знания русского языка, издает само и содействует другим к изданию полезных сочинений, переводов и периодических изданий как на русском, так и на еврейском языках, имеющих целью распространять просвещение между евреями, и поощряет пособиями юношество, посвящающее себя наукам».
В первое десятилетие Общество не занималось школьной деятельностью, а преимущественно издательской: в 1875 г. появился перевод Пятикнижия на русском языке, изданный Обществом (ред. И. Г. Герштейна и Л. О. Гордона). Общество занялось также поощрением еврейских писателей к изданию научных книг на древнееврейском языке с целью популяризировать между евреями «положительные науки и естественные знания»: Общество занималось также доставлением книг и пособий еврейским училищам и библиотекам. Общество оказывало филантропическую помощь учащимся в высших учебных заведениях (отчасти — в средних), на которую были ассигнованы 3/8 всех доходов. Большая часть этих пособий и стипендий шла из личных сумм баронов Гинцбургов (с 1865) и Л. Розенталя (с 1872). 
В 1867 г. было разрешено внести в устав Общества изменения: понижение минимального членского взноса вместо прежних 25 р. в год до 10 р., а также — что особенно важно — право Общества ходатайствовать об открытии отделений. Уже в конце 1867 г. было открыто отделение Общества в Одессе (занялось поддержкой газеты «День»). В 1872 г. работа этого отделения прекратилась и возобновилась лишь в 1878 г. С 1874 г. Общество приступает к регулярной поддержке школ, образовав для этой цели особый капитал (преимущественно из средств барона Гинцбурга), ставя обязательным условием субсидии преподавание русской грамоты (в 1874 г. выдана субсидия 11 училищам). Затем Общество стало регулярно посылать стипендиатов в Бреславльскую раввинскую семинарию; в 1879 г. посылка за границу стипендиатов правительством запрещена. В 1880 г. был, по почину Г. О. Гинцбурга, основан фонд в пользу учащихся в высших учебных заведениях евреек, который вскоре достиг суммы около 20 тыс. руб. К концу 70-х гг. заметно значительное ослабление издательской деятельности Общества. В 1880 г. по инициативе А. Я. Гаркави была образована особая комиссия для возрождения прежней издательской работы. Комиссия эта подготовила издание V т. «Истории» Греца и материалы по истории евреев в России; в 1882 г. вышли два тома «Русско-еврейского архива». В 1878 г., после смерти Е. Гинцбурга, председателем Общества избран принимавший и до этого ближайшее участие в его деятельности — барон Г. О. Гинцбург. Кроме того, деятельными членами Комитета за этот период были: А. Я. Гаркави (с 1867 г.), H. И. Бакст, д-р Л. И. Каценельсон (с 1892 г.; позже товарищ председателя), Я. М. Гальперн (с 1882 г.; позже, с 1910 г., председатель Общества) и др. С 1872 г. секретарем состоял писатель Л. О. Гордон, затем — У. Розенцвейг. В 1864 г. имелось 175 членов, а в 1873 г. — 287; доходы поднялись в эти годы с 10 тыс. р. до 13 тыс. р.; расходы — с 6500 р. до 13 тыс. руб. В следующий период число членов поднялось — к 1888 г. было 740. Ежегодные личные суммы баронов Гинцбургов и Л. Розенталя на стипендии учащимся составляли свыше 1/3 всех доходов Общества за год.
С 1893—94 года наступает поворот в деятельности Общества в сторону начального образования, и вместе с этим вместо прежних отдельных меценатов и жертвователей к Обществу примыкают новые общественные силы. Вновь основанная комиссия по начальному образованию (в ней особенно деятельное участие приняли Л. Брамсон, Г. Вольтке и др.) приступила к собиранию материалов о начальных еврейских школах, к снабжению школ различными сведениями; подготовила издание ценной «Справочной книги по вопросам образования евреев» (в 1900 г.) и «Сборника в пользу начальных еврейских школ»; помимо этого в комиссии происходила и теоретическая разработка вопросов народного образования. С этого времени Комитет значительно усиливает и материальную помощь школам: в 1894 г. выдано пособий деньгами и книгами 37 школам на сумму 2600 р., в 1898 г. — уже почти 100 школам — в сумме 10 тыс. р. Субсидия школам ещё до этого получила относительно ещё большее развитие у одесского отделения, имея, однако, исключительно местный характер. Сумма субсидии комитета учащимся в общ. учебных заведениях все ещё значительно превышала субсидии школам: в 1893—94 г., например, более чем в 8 раз; в 1895 г. Комитетом выдана субсидия 517 учащимся на сумму 27 тыс.
Общество стало содействовать открытию новых школ и условием ставило преподавание еврейских предметов. Результаты нового направления Общества были демонстрированы на Всероссийской нижегородской выставке в 1896 г., на которой Общество имело особый павильон со своими экспонатами. В 1895 г. в ведение Общества перешло «еврейское училище» в СПб. (Общественная талмуд-тора). В конце 1891 г. при Комитете основалась историко-этнографическая комиссия, деятельность которой развилась особенно после 1894 г. — Комиссия эта, из которой позже, в 1908 г., образовалось Еврейское историко-этнографическое общество, занялась составлением «Регест и надписей», выпущенных в 1899 г.; собиранием архивных материалов и — что особенно способствовало её популярности — устройством чтения докладов на научные темы. 
В начале 1898 г. открылось второе отделение Общества в Риге, ведущее почти только местную работу. В 1901 г. в устав Общества было внесено изменение, долженствовавшее привлечь к Обществу более широкие круги населения: минимальный членский взнос для провинциальных членов понижен с 10 р. до 5. В конце 1903 г. открылось отделение Общества в Киеве, работающее в Юго-Западном крае. В Москве ещё с 1894 г. существовала «коллегия уполномоченных» (преобразована в 1909 г. в отделение Общества). С 1900 г. Общество стало получать от Совета ЕКО специальные средства на поощрение еврейского начального образования в России. В 1900 г. эти специальные суммы достигли более 26 тыс. р., в 1902 г. — 40 тыс. р. В 1906 г., после погромов, кроме обычной субсидии в такую же приблизительно сумму, ЕКО выдало ещё 56 тысяч р. на школы, пострадавшие от погромов. Новый приток средств дал возможность поставить дело помощи школам на широкие начала. Размеры субсидии были значительно повышены, достигнув, например, в 1902 г. в среднем на школу суммы в 742 р., в то время как в 1897 г. средний размер был равен 75 р., а в 1899 г. — 93 р. Общество стало открывать свои школы; были также выработаны для школ примерные учебные планы и начато издание учебной литературы. В 1900 г. введен институт разъездных уполномоченных Общества для осмотра школ. В 1904 г. сделана попытка обследования хедерного дела и разработан большой материал о положении еврейских библиотек. Особое внимание уделено подготовке учителей и учительниц для еврейских начальных школ. В декабре 1902 г. состоялось при Комитете первое совещание петербургских и иногородних деятелей Общества по вопросам начального образования. Общество обогатилось к этому времени четырьмя библиотеками: в СПб. (ещё с 1880-х гг.), в Одессе, Киеве и Риге (1901—1905 гг.). 
В 1903 г., по случаю 75-летнего юбилея барона Г. О. Гинцбурга, при Обществе была открыта подписка на фонд его имени, которая к концу того же года дала свыше 100 тысяч руб.; фонд предназначался на основание учебного заведения для подготовки народных учителей. В 1905 г. Общество получило громадный дар, завещанный Α. Μ. Соловейчиком, — имение в Крыму (1251 дес.). При Обществе издавна существует ряд премий частных жертвователей за научные труды. — Число членов за время от 1894 г. по 1907 г. поднялось с 1230 до 3870.
С 1909 г. Общество сильно развивается благодаря учреждению новых отделений. Закон об обществах и союзах 4 марта 1907 г. создал возможность значительного расширения рамок Общества. В сентябре 1908 г. был утвержден новый устав, расширивший права Общества в открытии школ и др., а главное — в открытии отделений; по новому уставу понижен также минимум членского взноса до 3 р., что способствовало привлечению более широких кругов населения к Обществу. С 1909 г. открыты новые 25 отделений. Из 4 крупных отделений — Одесское и Рижское являются исключительно местными организациями; Московское, наоборот, почти все свои значительные средства отдает на школы и особенно библиотеки в Могилевской, Витебской и Чернигой губерний. Киевское же приняло характер районного центра для Юго-Западного края. Школьная деятельность Комитета за последние годы сводилась, главным образом, к созданию хорошо поставленных школ. Придав своей деятельности более национальный характер, Комитет обращает особое внимание на постановку еврейских предметов. Всего выдано Обществом в 1910 году субсидий школам, считая и мелкие, в 98 пунктах на сумму около 85 тыс. руб. Для подготовки кадра еврейских учителей Обществом были основаны в 1907 г. Педагогические курсы в Гродно, приобретшие вскоре известность; до 1911 г. курсы выпустили свыше 50 воспитанников, занявших учительские должности; расходы по содержанию курсов были равны в 1910 г. — 28 тыс. р.
В 1910 г. Общество, кроме этих курсов, имело 10 собственных школ, 8 образцовых хедеров, 2 детских сада, 2 педагогических музея, 9 библиотек. Что касается помощи учащимся в общих учебных заведениях, то числившиеся при Комитете кассы высших учебных заведений в 1909 г. совершенно вышли из состава Общества, образовав самостоятельное общество. Особенное оживление в деятельность Общества внесли состоявшиеся в марте 1910 г. и апр. 1911 г. в СПб. съезды представителей отделений, на которых, между прочим, было принято решение издавать педагогический орган Общества; с ноября 1910 г. стал выходить этот орган (ежемесячно) — «Вестник Общества распространения просвещения между евреями в России». С ноября 1911 г. возрождается библиотечная деятельность Комитета (основана библиотечная комиссия). Число членов Общества поднялось к 1911 г. до 5800. Капиталы и недвижимое имущество Общества, считая все отделения, составили в 1912 г. громадную сумму около 1 млн р. Во главе Общества стоит Комитет из 12-ти человек.
В Петрограде комитет Общества был закрыт в 1918 г., а периферийные отделения действовали до 1920 г. Фонды ленинградской библиотеки Общества (одной из богатейших в Европе по гебраистике и иудаистике), содержащей более 50 тыс. книг и свыше тысячи рукописей, были переданы Институту еврейской пролетарской культуры Украинской АН (Киев) и Еврейскому сектору Белорусской АН (Минск).